# 大字・字・ばさら駐在所
『大字・字・ばさら駐在所』（おおあざ あざ ばさらちゅうざいしょ）は、うえやまとちによる日本の漫画作品。
なお、この記事では単行本にも収録されている番外編的存在である「ごっちんライフ」についても記述する。

## 概要
『ジャストコミック』（光文社）にて連載された。単行本は全4巻（講談社・モーニングKC）。
福岡県福岡市の警察署に勤務していた岩本巡査は、突如福岡県境の山地である浮羽町（現・うきは市）の通称ばさら村駐在所に勤務を命じられる。過去に山村で暮らしたことのない岩本は、追いかけてきたけいこと、街では体験できない村の習慣に四苦八苦しながらも、ばさら村に順応していく。なお、この漫画のエピソードには作者が実際3年半現地で暮らした時の経験が下敷きになっている。
同作者の『クッキングパパ』に本作のキャラクターがゲスト出演している（後述）。

## 主な登場人物
（）内は単行本1巻の紹介ページでの年齢。なお、ばさら村住民は基本、兼業農家である。
岩本しんじ（25）
主人公。福岡県警所属の巡査。福岡市内から突如山村の駐在所に転勤を命じられる。慣れない村人の振る舞いにいろいろと振り回されながらも、ばさら村の住人として溶け込んでいく。警察官なのでいざという時は腕力を発揮する。また、ギターが上手い。しかし、あけみやけいこ、志乃といった女性には割と弱い。最終話で巡査長に昇格するが、中洲の交番まで片道3時間で通勤するようになる。
萩野目けいこ（21）
岩本が行きつけのラーメン屋の店員。岩本がばさら村に転勤になると、ラーメン屋を辞めて押しかけ女房同然に駐在所に住み込む。岩本よりもばさら村住民に早く溶け込み、まるで本妻同然に振る舞うことも。後に夢だった陶芸の道に入り、最終話では展覧会で入賞の後に岩本と結ばれ、最後には結婚、一児をもうける。続編の「ばさら村だより」では主人公を務める。
あけみ
岩本の元恋人。転勤直後に駐在所へ訪れるが、その帰り道で悪路にはまったところを助けられた縁で源さんと結婚、ばさら村に住みつく。
政さん（47）
ばさら村住民。駐在所の近くに住む竹細工師。帽子とくわえたばこが特徴の物知り。「村入り」の時、山羊の生き血が必要と岩本をからかう。
吉さん（44）
ばさら村住民。はんてん姿の庭師。何かと卑猥な話が好きな「エロオヤジ」。その一方で、岩本が村八分になった時にその原因をひそかに教えるなど優しいところもある。
竹さん（43）
ばさら村住民で製材所を経営。あまり目立つタイプではないが、政さんや吉さんらと話の中心になることが多い。若い頃は健脚でならした。
はるみ
竹さんの娘。高校の時、ばさら村から出てきた父親を他人呼ばわりして一騒動起こしたことがある。高校卒業後、ちゃんぽん屋に就職するが、馴染めずに投身自殺を図ったところを岩本に助けられる。
源さん（32）
ばさら村住民。岩本が転勤したころは無愛想一辺倒だったが、あけみと付き合い出してから角が少しずつ取れてきた。所有の軽トラがよく壊れる（事故を起こす）、ある意味悲惨な人。後にあけみと結婚、一児をもうける。
志乃（24）
ばさら村住民で小学校の教師。惚れっぽい性格で、源さんがあけみとくっついて振られると岩本、吉田、同僚の太長と相手をコロコロ変える。父親（松さん）は頑固な性格。
みつぐ
吉さんの息子で小学生。岩本にエノハ（イワナ）を売ったり、駐在所に遊び?に来た署長（岩本の元上司）にエノハ釣りをアドバイスするなど、いろいろな場面で登場する。
吉田
ばさら村駐在所を管轄する吉井署の巡査。自転車の曲乗りが得意でバイク乗り。意外にも署から見て博多より近いばさら村には行ったことがなく、村の生活に多々興味を持つようになる。のちに志乃といい仲になるが振られるものの、ばさら村での生活は気に入っていたようで、岩本が中洲に転勤した後釜として駐在所に入る。
ネコ男
けいこが日田市で拾った得体の知れない男。この漫画が出版された当時（1980年代後半）としては珍しいゴスペルが歌える売れないミュージシャンでもある。
留さん
初恋の人・お繁と結ばれなかったトラウマで独身を貫いているばさら村住民。お繁が他の人と結婚して出来た娘、ヒロ子を実の娘のように思っている。猟銃（免許）を所有しており、イノシシ狩りの時は普段使っていない銃で畑を荒らすイノシシを仕留めた。
ヤスミツ
ばさら村の「上の村」で養豚業を営む松本さんの息子。種オスが駐在所に紛れ込んだ時に初登場。養豚業者でバンドを組んでいて、ドラムを担当している。
あさひレコードの主人
ネコ男のマネージャー的存在の、日田市にあるレコード屋の主人。過去にネコ男を何かと世話している模様。若いころはベースギターを嗜んでいた。
東剛
吉井署の巡査部長で人呼んで「浮羽のゴルゴ」。かなりの堅物で些細な交通違反も見逃さずに違反切符を切るが、その原因が交通事故に遭って重傷を負った娘に起因していることは署でも知られていない。
鉄
ばさら村住民。酒癖が悪いことが原因で妻子に逃げられ、クロという犬と暮らしている。そのクロがヒロ子に噛みついたことで一騒動を起こす。

## ごっちんライフ
単行本4巻最終話の後に収録されている短編。舞台が同じ「ばさら村」で終盤、岩本やけいこら「ばさら村駐在所」のメンバーも登場する番外編であり、主人公の「ごっちん先生」が自分でログハウスを建てるまでの過程を描いている。なお、最終話に登場する岩本は巡査長、けいこは子供を作り、陶芸家として活動している。吉田が「ばさら村駐在所」に入った後の話であると思われる。

### 登場人物
ごっちんライフのみ登場する人物のみ。
剛たけし
浮羽町立姫春中学校に転任してきた音楽教師。初授業のあとで炊いたご飯ができそこない（ごっちん）だったことでごっちん先生の通称がつく。「ばさら村」の自然に惚れ込み、ログハウスの自宅を作り始めるが…
駒田早苗
姫春中の体育教師。ごっちん先生に何かと気を使う。
樋口
ごっちん先生が担任のクラスの男子生徒。何かとごっちん先生につっかかる。
広田
ごっちん先生が担任のクラスの学級委員長。樋口とペアでいることが多い。
吉さん
モトクロスレースで知り合ったばさら村住民。林業を営んでおり、間伐材をごっちん先生に提供する。イノシシを銃なしで仕留める、ある意味凄い人。最終話で「ばさら村」の「吉さん」も登場するが別人である。

## スターシステム
本作は後の作品『クッキングパパ』に登場する人物がそのまま、あるいは何らかの設定を変えて登場している。以下にその人物を示す（カッコ内はクッキングパパでの役どころ）。
- 萩野目けいこ（広田けいこ（金丸産業営業部営業二課主任））
- 政さん（荒岩虹子の上司の別荘付近に住む農家。設定はほぼ同じ）
- 源さん（荒岩一味（主人公・金丸産業営業部営業二課課長））
- 吉田巡査（金丸商事元社員であるメガネさん）
- ネコ男（荒岩味知の夫、根子田敏夫）
- みつぐ（荒岩まことの同級生、森山みつぐ）

このほか、岩本や竹さんなど、ワンポイント加えて登場している人物も多数存在する。

## その他
- 現在絶版だが、ebook japanで電子書籍の形で読むことができる。
- 続編に「ばさら村だより」がある。この作品は「クッキングボス うえやまとち初期作品集」に収録されている。
- 「コミックパーク」より、元の単行本と同じ全4巻で復刊されている。